# Yerba Buena Center for the Arts

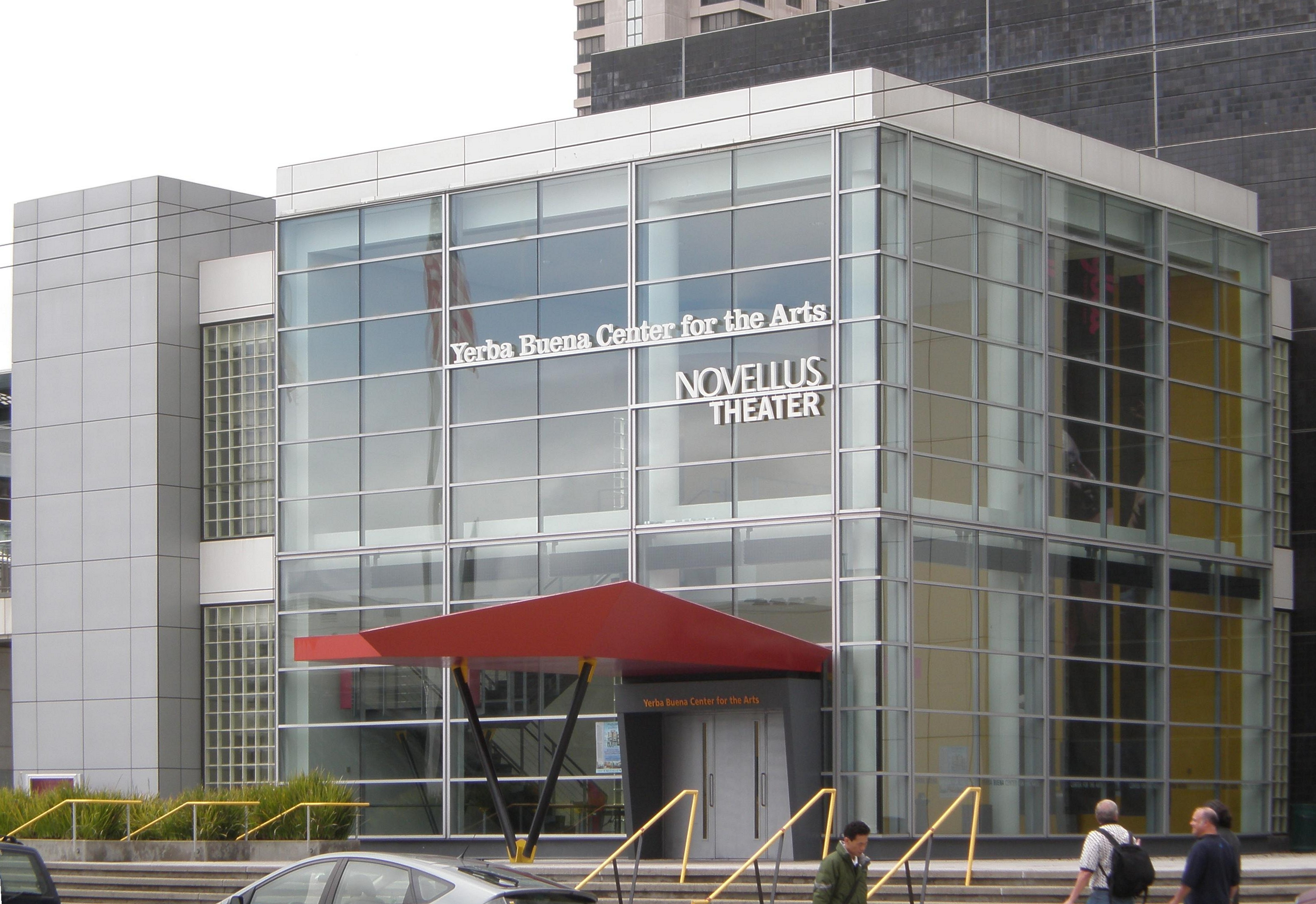
Le Novellus Theater du Yerba Buena Center for the Arts.

Le Yerba Buena Center for the Arts (YBCA) est un centre d'arts contemporains de San Francisco, en Californie, (États-Unis). Situé dans le parc Yerba Buena Gardens, le Yerba Buena Center expose des œuvres célébrant aussi bien des artistes locaux qu'internationaux.
Le YBCA est composé de deux bâtiments principaux : les Galeries et le Forum, dessinés par l'architecte japonais Fumihiko Maki, et le Théâtre de l'architecte américain James Stewart Polshek.
Le centre est souvent utilisé par la société Apple pour l'annonce de ses nouveaux produits.